# Walenty Mędrzycki
Walenty Mędrzycki (ur. w 1905) – polski lekkoatleta, specjalizujący się w biegach średniodystansowych.

## Osiągnięcia
- Mistrzostwa Polski seniorów w lekkoatletyce
  - Poznań 1929 – srebrny medal w biegu na 1500 m
  - Warszawa 1930 – brązowy medal w biegu na 1500 m